# Surrealisme
El surrealisme, també conegut com a suprarealisme o superrealisme (del francès surréalisme), és el moviment d'avantguarda més important del període d'entreguerres, i molt possiblement el més influent de tots aquests. Tot i que el terme es creu que havia estat creat per Guillaume Apollinaire des de 1917, el moviment va ser creat oficialment el 1924 a partir, i al voltant, del Manifest surrealista d'André Breton, el seu guia espiritual, amb l'objectiu de "resoldre les condicions contradictòries del somni i la realitat anteriorment en una realitat absoluta, una superrealitat" o una "surrealitat".

## Introducció

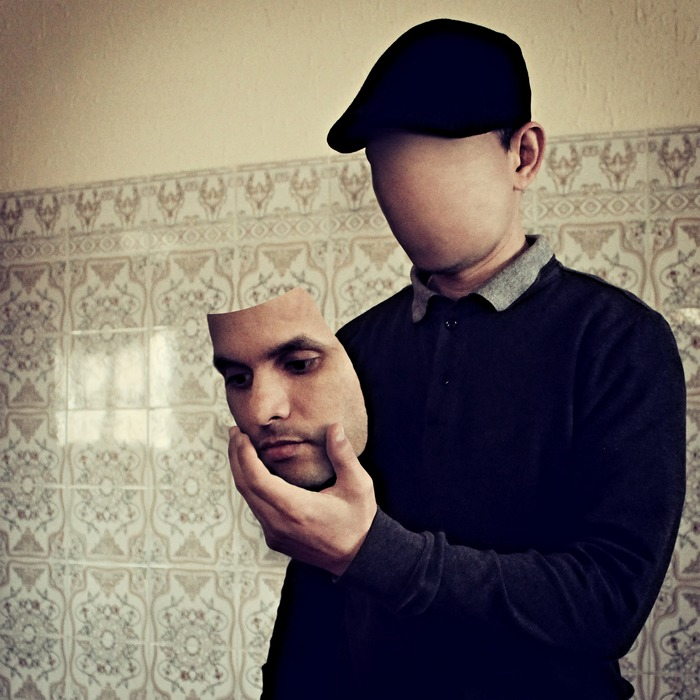
Obra surrealista d'Achraf Baznani

Aquest moviment artístic, intel·lectual i cultural, en general, s'orienta al voltant de la persecució de l'alliberament de la ment, emfatitzant les facultats imaginatives i crítiques de l'inconscient i l'assoliment d'un estat diferent de, "més que" i més veritable que la realitat tangible i quotidiana: el "sur-real", per sobre de la realitat. Per a molts surrealistes, aquesta cerca de transcendir la realitat tangible i d'assolir-ne una que incorporés els elements de la imaginació i l'inconscient s'ha manifestat en l'intent de portar a terme una revolució personal, cultural, política i social, a vegades concebuda o descrita com una transformació completa de la vida mitjançant la llibertat, la poesia, l'amor i el sexe. En paraules d'André Breton, generalment considerat el fundador del surrealisme: "la bellesa serà convulsiva o no serà". Diversos cops, els adherents al surrealisme han militat en el comunisme i en l'anarquisme per avançar un canvi polític social i polític, amb l'argument que, només quan les institucions del treball, la família i l'educació hagin estat transformades, es podrà fer possible una participació general en el surreal. Més recentment, alguns surrealistes s'han involucrat en el moviment feminista i en activitats de protecció del medi ambient per raons similars.
La paraula surreal és emprada, a vegades, amb la intenció de descriure juxtaposicions inesperades o l'ús de nonsequiturs en l'art o en el diàleg, particularment quan aquestes juxtaposicions són presentades com si fossin consistents. Aquestes interpretacions, normalment, són independents de la noció surrealista del terme i molts cops no hi tenen cap connexió directa, i són emprades tant en contexts formals com en informals. Aquest ús ha estat durament criticat pels surrealistes.

## Origen del terme
El poeta francès Guillaume Apollinaire fou qui primer parlà en termes de surrealisme i surrealista, l'any 1917. Va escriure a una carta a Paul Dermée: Tout bien examiné, je crois en effet qu'il vaut mieux adopter surréalisme que surnaturalisme que j'avais d'abord employé. Le mot “surréalisme” n'existe pas encore dans les dictionnaires, et il sera plus commode à manier que surnaturalisme déjà employé par MM. les Philosophes. (Tenint-ho tot en compte, crec que és millor adoptar el surrealisme que el sobrenaturalisme que havia fet servir. El mot surrealisme no existeix encara als diccionaris, i serà més convenient utilitzar-lo que el sobrenaturalisme que ja utilitzen els senyors filòsofs.).

El concepte va ser divulgat en el fulletó de presentació que l'empresari Serguei Diàguilev va encarregar a Apollinaire per l'estrena del ballet Parade, el 18 de maig de 1917 al Théâtre du Châtelet, de París. De l'espectacle total concebut per Jean Cocteau combinant "la primera orquestra d'Erik Satie, el primer decorat de Pablo Picasso, les primeres coreografies de cubistes de Léonide Massine, i el primer intent de que un poeta parli sense paraules", on "la col·laboració ha estat tan propera que el paper de cadascun casa amb el de l'altre sense afrontar-lo", explica: 
| «                                                                                              | (francès) De cette alliance nouvelle, […] il est résulté dans Parade, une sorte de sur-réalisme où je vois le point de départ d'une série de manifestations de cet esprit nouveau qui, trouvant aujourd'hui l'occasion de se montrer, ne manquera pas de séduire l'élite et se promet de modifier de fond en comble les arts et les mœurs dans l'allégresse universelle, car le bon sens veut qu'ils soient au moins à la hauteur des progrès scientifiques et industriels. Jean Cocteau appelle un ballet réaliste. Les décors et les costumes cubistes de Picasso témoignent du réalisme de son art. Ce réalisme, ou ce cubisme, comme on voudra, est ce qui a le plus profondément agité les arts durant les dix dernières années. | (català) Aquesta nova aliança, [... ] ha donat lloc a Parade, una mena de surrealisme on jo hi veig el punt de partida d'una sèrie de manifestacions d'aquest nou esperit que, trobant avui l'oportunitat de mostrar-se, no fallarà en seduir a l'elit i promet modificar de dalt a baix les arts i les maneres en l'alegria universal, perquè el sentit comú vol que estiguin almenys a l'alçada del progrés científic i industrial. Jean Cocteau demana un ballet realista. Les decoracions i vestits cubistes de Picasso testimonien el realisme del seu art. Aquest realisme, o aquest cubisme, com ens agrada, és el que més ha agitat les arts durant els últims deu anys. | » |
| — G. Apollinaire, Parade i el nou esperit, al Programa des Ballets russos, París, maig de 1917 | | |   |

## Precedents

Retrat de l'emperador Rodolf II o "Vertumnus" (estiu) realitzat per Giuseppe Arcimboldo. Totes les fruites i flors representades al quadre eran propis de l'estació de l'estiu al. Alguns surrealistes hi van veure un precursor.

Els surrealistes van assenyalar com a precedents de l'empresa surrealista a diversos pensadors i artistes, com el pensador presocràtic Heràclit, el Marquès de Sade i Charles Fourier, entre d'altres. Les teories psicoanalítiques de Sigmund Freud sobre el son i el subconscient van ser sens dubte un dels pilars en la creació del pensament surrealista.
Pel que fa a les arts, la poesia surrealista beu de la dialèctica i troba precursors en Arthur Rimbaud, Alfred Jarry o Lautréamont. En la pintura, el precedent més antic és el de Hieronymus Bosch "El Bosco", que en els segles XV i XVI va crear obres com "El jardí de les delícies" o "El carro de fenc"; així com poc després, Giuseppe Arcimboldo, a qui Dalí va anomenar "pare del Surrealism." o Joos de Momper, per a alguns paisatges antropomorfs. A finals del segle xix, el més notable és Giorgio de Chirico i la seva pintura metafísica. El surrealisme reprèn aquests elements i ofereix una formulació sistemàtica dels mateixos. No obstant això el seu precedent més immediat és el dadaisme, corrent del qual reprèn diferents aspectes.

## Filosofia surrealista

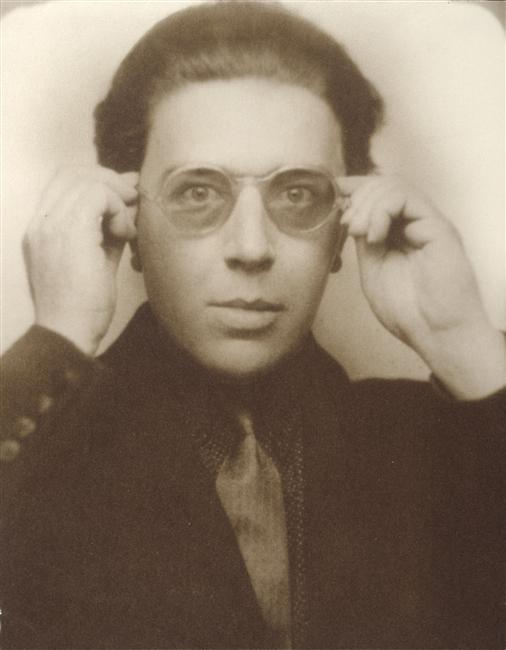
André Breton, teòric del surrealisme, entre 1924 i 1929.

Aquesta emergí cap al començament dels anys vint, parcialment com una evolució del pensament propi del dadaisme, amb l'escriptor francès Breton com el seu teorista principal, en un inici.
En el Manifest del Surrealisme de Breton, publicat el 1924, es defineixen els propòsits del surrealisme. Va incloure citacions de les influències sobre el surrealisme, exemples d'obres surrealistes i discussió sobre l'automatisme surrealista. Va proporcionar les següents definicions:
- Diccionari: Surrealisme, n. Pur automatisme psíquic, amb el qual es proposa d'expressar, tant verbalment com en l'escriptura, o per qualsevol altre mètode, el veritable mecanisme del pensament. El dictat del pensament en absència de qualsevol altre control exercit per la raó, fora de qualsevol preocupació estètica o moral.

- Enciclopèdia: Surrealisme. Filosofia. El surrealisme es basa en la creença en la realitat superior de certes formes d'associacions prèviament negades, en l'omnipotència del somni, durant el desinteressat joc del pensament. Tendeix a arruïnar d'una vegada per totes els altres mecanismes psíquics i a substituir-les per resoldre tots els principals problemes de la vida.[4]

## Surrealisme a Catalunya
Joan Miró és un dels principals representants del surrealisme a Catalunya. Pel fet que en el moment en què es va publicar el Primer Manifest vivia a París i als forts vincles amb els quals formaven el nucli surrealista podem dir que Miró va veure néixer el surrealisme.
Tot i viure a París durant molt de temps, no oblida Catalunya, en especial el camp de Mont-Roig, on va créixer, ho podem veure en una de les seves obres més conegudes; La Masia, la temàtica d'aquesta reapareix en altres obres del pintor, com en Terra Llaurada i més tard, Paisatge Català.
En les dues últimes Miró fa un canvi de concepte radical; deixa enrere el seu esperit detallista i deixa que els seus sentiments i vivències passades guiïn les formes dels objectes sense perdre de vista la realitat. El resultat són unes obres que reflecteixen com la llibertat de l'artista dona pas a la imaginació i al suggeriment, cosa que encara no s'havia vist mai.
Aquesta llibertat, anteriorment esmentada, va ser el que més va atraure Miró al surrealisme.
Joan Miró va ser un gran referent per a Picasso, el qual més endavant s'unirà al moviment del Surrealisme.
Àngel Ferrant és un escultor Madrileny que s'instal·la a Barcelona el 1920, on entra en contacte amb diferents moviments artístics. Aquest és molt difícil connectar-lo amb el Surrealisme català, a causa del fet que no tenim prou documentació que així ens indiqui que va participar activament en aquest moviment. Moltes obres Surrealistes de l'autor van ser destruïdes per ell mateix o pels seus hereus. En el catàleg més complet de l'artista, el d'Ana Vázquez, només es fa referència a 11 escultures, 7 destruïdes i 4 no localitzades.

### Els surrealistes de l'Empordà
Dalí va néixer a Figueres (Alt Empordà), i va viure a Cadaqués, per tant, gran part de l'art català, tant local com internacional, de l'època la situem en aquest territori.
Dalí crea una certa mitologia relacionada amb aquesta comarca catalana, ja que podem veure diverses plasmacions d'aquest territori en les seves obres. Això li dona una importància internacional a la zona de l'Empordà.
El surrealisme va ser un moviment internacional, tot i això podem trobar un surrealisme amb arrels empordaneses, que es va produir paral·lelament amb el surrealisme internacional. Va ser un moviment local, amb esclats puntuals internacionals.
Els autors principals d'aquest moviment empordanès són: Àngel Planells (Cadaqués, 1901) i Joan Massanet (l'Armentera, Alta Empordà, 1899), i d'altres autors que es relacionen amb aquest moviment en alguna etapa puntual de la seva obra són: Àngel Santos (Portbou, 1912) i Esteve Francès (Portbou, 1913). A part, també hi ha una autora que destaca, i no només per ser de les poques artistes conegudes d'aquesta època, sinó per seguir el Surrealisme de l'Empordà; Remei Varó (La Selva, 1913).
Aquests cinc autors/es, tenen una gran relació amb Dalí i altres membres del grup. Per tant, hi ha un Surrealisme Empordanès, a part de Dalí, que pictòricament es crea en un dels nuclis més importants de Catalunya.

#### Àngel Planells
Té molt bon contacte amb Dalí, els dos són de Cadaqués i Dalí l'ajudarà i aconsellarà, això fa que sigui molt proper amb el grup surrealista, fins i tot arriba a ser inclòs en l'exposició mundial del surrealisme a Londres el 1936.
La seva obra continuarà creixent fins a la Guerra Espanyola, aquesta obra era limitada al món que coneixia, l'Empordà, al contrari que Dalí, el qual tenia present la seva terra, però sempre innovava, en gran part gràcies als seus viatges.

#### Joan Massanet
Massanet pintava per plaer, de fet no ens consta que ningú l'ensenyes a fer-ho, això és el que el porta a explorar diferents moviments artístics.

## Expansió
El moviment a mitjans dels anys vint es va caracteritzar per les reunions en cafès on els surrealistes van fer jocs de dibuix col·laboratius, van discutir les teories del surrealisme i van desenvolupar una varietat de tècniques surrealistes com ara dibuix automàtic. Breton inicialment dubtava que les arts visuals podrien ser fins i tot útils en el moviment surrealista, ja que semblaven menys maleables i obertes a l'atzar i a l'automatisme. Aquesta precaució es va veure superada pel descobriment de tècniques com el frottage i la calcomania.
El dibuix automàtic de 1923 André Masson sovint s'utilitza com a punt de l'acceptació de les arts visuals i el trencament amb el dadaisme, ja que reflecteix la influència de la idea de l'inconscient. Un altre exemple és el Torso de 1925 de Giacometti, que va marcar el seu moviment cap a les formes simplificades i la inspiració de l'escultura preclàssica.
El 1924, Miró i Masson van aplicar el surrealisme a la pintura. La primera exposició surrealista, La Peinture Surrealiste, es va celebrar a la Galerie Pierre de París el 1925. Va mostrar obres de Masson, Man Ray, Paul Klee, Miró i altres. L'espectacle va confirmar que el surrealisme tenia un component en les arts visuals (tot i que inicialment es va debatre si això era possible) i tècniques del dadaisme, com el fotomuntatge. L'any següent, el 26 de març de 1926 es va obrir la Galeria Surréaliste amb una exposició de Man Ray. Breton va publicar el Surrealism and Painting (El Surrealisme i la pintura) el 1928, que resumia el moviment fins aquest moment, tot i que va continuar actualitzant l'obra fins als anys seixanta.
El 1925 es va formar un grup surrealista autònom a Brussel·les. El grup va incloure el músic, poeta i artista E. L. T. Mesens, el pintor i escriptor René Magritte, Paul Nougé, Marcel Lecomte i André Souris. El 1927 se'ls va incorporar l'escriptor Louis Scutenaire. Mantenien correspondència regularment amb el grup de París, i el 1927 tant Goemans com Magritte es van traslladar a París i van freqüentar el cercle de Bretons. Els artistes, amb les seves arrels al dadaisme i el cubisme, l'abstracció de Wassily Kandinsky, l'expressionisme i el postimpressionisme, també van establir "llaços sanguinis" amb proto-surrealistes com Hieronymus Bosch, i les anomenades arts primitives i ingènues.
Aviat es van implicar més artistes visuals, entre ells Giorgio de Chirico, Max Ernst, Miró, Francis Picabia, Yves Tanguy, Salvador Dalí, Luis Buñuel, Alberto Giacometti, Valentine Hugo, Méret Oppenheim, Toyen, Kansuke Yamamoto i més endavant Enrico Donati. Tot i que Breton admirava Pablo Picasso i Marcel Duchamp i els cortesà per unir-se al moviment, van romandre al marge. També s'hi van incorporar més escriptors, entre ells l'antic dadaista Tristan Tzara, René Char i Georges Sadoul.
L'escultura també va ser una de les arts que més es van treballar durant l'època surrealista. Els surrealistes tenien una gran preocupació pels objectes. El desembre de 1931 Dalí va publicar un “Catàleg general d'objectes surrealistes” on establia divisions entre els objectes i els il·lustrava. Al maig de 1936 se celebrava a la galeria Charles Ratton de París una primera exposició surrealista d'objectes, on es podien trobar els diferents tipus que comentava Dalí en el seu catàleg. Els escultors en general mantenien una relació més lliure amb el surrealisme que els pintors.
Bretón parlava de l'objecte oníric, de funció simbòlica, real i virtual, mòbil i mut, fantasma i trobat. Ernst, va investigar amb l'escultura també i a mitjans anys 30 va fer algunes obres amb bronze o guix, que estan a mig camí entre la escultura en el sentit tradicional i l'objecte surrealista. Les obres de Miró passen per quelcom semblant, les activitats en ambdós camps resulten difícilment separables.

### Literatura surrealista
El primer treball surrealista, segons el líder Breton, van ser Els cants de Maldoror (Les Chants de Maldoror) (publicat el 1874), i el primer treball escrit i publicat pel seu grup de Surrealistes va ser Les Champs Magnétiques (maig-juny de 1919). Littérature contenia obres automatistes i relats de somnis. La revista i el portafoli van mostrar el seu menyspreu pels significats literals que es donaven als objectes i es van centrar més aviat en els punts de vista, els subcurrents poètics presents i en les connotacions i els acords que "existeixen en relacions ambigües amb les imatges visuals".
Com que els escriptors surrealistes rarament, si ho fan mai, semblen organitzar els seus pensaments i les imatges que presenten, hi ha qui troba bona part del seu treball difícil d'analitzar. Aquesta noció és, tanmateix, una comprensió superficial, impulsada sens dubte per l'èmfasi inicial de Breton en l'escriptura automàtica com la via principal cap a una realitat superior. Però, com en el cas de Breton, gran part del que es presenta com a purament automàtic està en realitat editat i molt "pensat". El mateix bretó va admetre més tard que la centralitat de l'escriptura automàtica havia estat exagerada i que es van introduir altres elements, sobretot perquè la implicació creixent dels artistes visuals en el moviment va forçar el tema, ja que la pintura automàtica requeria un enfocament més intens. Així, es van introduir elements com el collage, que es deriven en part d'un ideal de juxtaposicions sorprenents, tal com es revela en la poesia de Pierre Reverdy. I, com en el cas de Magritte (on no hi ha cap recurs evident a tècniques automàtiques ni a collage), la noció d'unió convulsa es va convertir en una eina per a la revelació en si mateixa. El surrealisme havia d'estar sempre en moviment, per ser més que modern, i era natural que hi hagués una ràpida reorganització de la seva filosofia a mesura que apareixien nous reptes.
Els surrealistes van reviure l'interès per Isidore Ducasse, conegut pel seu pseudònim Comte de Lautréamont, i Arthur Rimbaud, dos escriptors de finals del segle xix es considerava que eren els precursors del surrealisme.
Exemples de literatura surrealista són Mort au vaches au champ d'honneur (1923), de Benjamin Péret, Le Pèse-Nerfs (1926) d'Antonin Artaud (1926), Le Con d'Irène de Louis Aragon (1927), Mr. Knife Miss Fork (1931), de René Crevel, Buf-i Kur, transcripció de بوف کور (el mussol cec), de Sadik Hidayat (1937), i Sur la route de San Romano de Breton (1948).
La Révolution surréaliste va continuar publicant-se el 1929 amb la majoria de pàgines densament plenes de columnes de text, però també va incloure reproduccions d'art, entre elles obres de Chirico, Ernst, Masson i Man Ray. Altres obres inclouen llibres, poemes, fullets, textos automàtics i tractats teòrics.

### Teatre surrealista
La paraula "surrealista" va ser utilitzada per Apollinaire per descriure la seva obra de 1917 Les Mamelles de Tirésias, que després va ser adaptada a una òpera de Francis Poulenc.
Antonin Artaud, surrealista primerenc, rebutjava la majoria del teatre occidental com una perversió de la seva intenció original, que considerava que havia de ser una experiència mística i metafísica. Pensava que el discurs racional comprenia "falsedat i il·lusió". Teoritzant una nova forma teatral que seria immediata i directa, que uniria les ments inconscients dels intèrprets i els espectadors en una mena d'esdeveniments rituals, Artaud va crear el Teatre de la crueltat, on les emocions, els sentiments i la metafísica eren expressades no a través del llenguatge, sinó físicament, creant una visió mitològica, arquetípica, al·legòrica, estretament relacionada amb el món dels somnis.
Altres autors importants de teatre que van experimentat amb el surrealisme al teatre són el dramaturg i director espanyol Federico García Lorca, particularment en les seves obres de teatre El público (1930), Así que pasen cinco años (1931) i Comedia sin título (1935). Entre les altres obres surrealistes destaquen Au Pied du Mur d'Aragon i Les Mystères de l'amour (1927) i Víctor o els nens al poder (Victor ou les Enfants au pouvoir) (1928) d'Aragó i Roger Vitrac. L'òpera de Gertrude Stein Doctor Faustus Lights the Lights (1938) també ha estat descrita com "surrealisme americà", tot i que també està relacionat amb una forma teatral del cubisme.

### Cinema surrealista
Les primeres pel·lícules surrealistes inclouen Entr'acte (1924) de Rene Clair, Ballet Mechanique (1924) de Fernand Leger, La Fille de L'eau (1924) de Jean Renoir, Anemic Cinema (1926) de Marcel Duchamp, La Chute de la maison Usher (1928) de Jean Epstein amb l'assistència de Luis Buñuel, la seva adaptació estatunienca The Fall of the House of Usher (1928) de James Sibley Watson i Melville Webber i The Seashell and the Clergyman (1928) de Germaine Dulac (a partir d'un guió de Antonin Artaud), Un chien andalou (1929) i L'Âge d'or (1930) de Buñuel i Dalí i Le sang d'un poète de Jean Cocteau; Buñuel va dirigir moltes més pel·lícules, sense negar mai les seves arrels surrealistes.

### Música surrealista
Als anys vint, diversos compositors van ser influenciats pel surrealisme o per individus del moviment surrealista. Entre ells es trobaven Bohuslav Martinů, André Souris, Erik Satie i Edgard Varèse, que va declarar que la seva obra Arcana es basa en una escena d'un somni. Souris es va associar en especial al moviment: va mantenir una llarga relació amb Magritte i va treballar a la publicació Adieu Marie de Paul Nougé.
Tot i que Breton el 1946 va respondre més aviat negativament al tema de la música amb el seu assaig Silence is Golden, posteriors surrealistes, com Paul Garon, s'hi van interessar i van trobar paral·lelisme al surrealisme en la improvisació del jazz i el blues. Els músics de jazz i blues de tant en tant han respost recíprocament aquest interès. Per exemple, l'Exposició Surrealista Mundial de 1976 va incloure obres de David "Honeyboy" Edwards.

## Apogeu

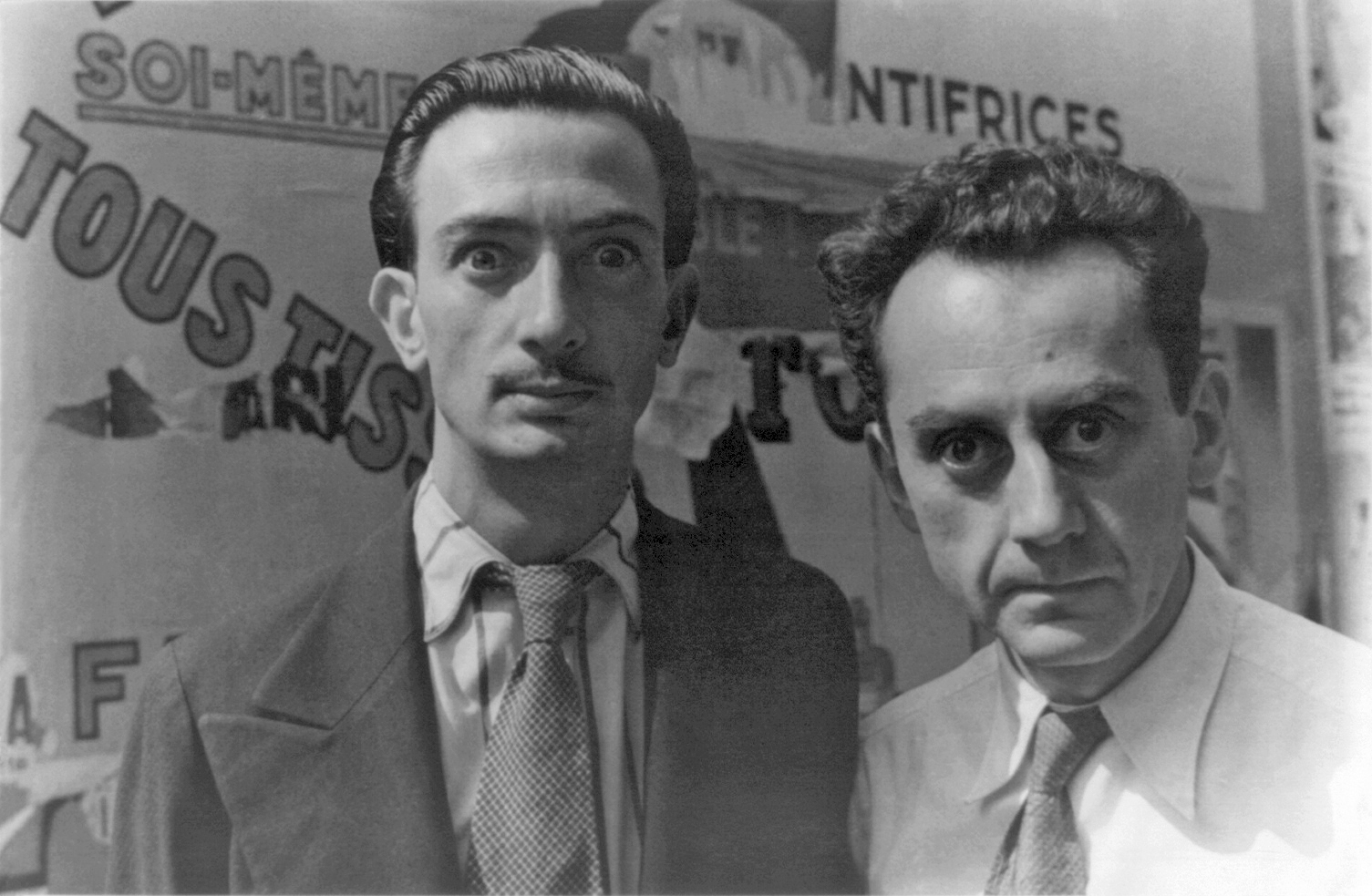
Salvador Dalí amb Man Ray el 16 de juny de 1934.

Al llarg dels anys trenta, el surrealisme va continuar sent més visible per al públic en general. Un grup surrealista desenvolupat a Londres i, segons Breton, a la seva Exposició Surrealista Internacional de Londres es va convertir en el model per a exposicions internacionals. Mentrestant, un altre grup surrealista anglès es va desenvolupar a Birmingham i es va distingir per la seva oposició als surrealistes londinencs i per les seves preferències per la branca francesa del surrealisme. Els dos grups es reconciliarien més endavant en la dècada.
Dalí i Magritte van crear les imatges més reconegudes del moviment. Dalí s'havia incorporat al grup el 1929, i va participar en l'establiment ràpid de l'estil visual entre 1930 i 1935.
El surrealisme com a moviment visual havia trobat un mètode: exposar la veritat psicològica; despullant objectes ordinaris de la seva significació normal, per crear una imatge convincent més enllà de l'organització formal ordinària, per tal d'evocar l'empatia de l'espectador.
El 1931 va ser un any en què diversos pintors surrealistes van produir obres que van marcar punts d'inflexió en la seva evolució estilística: "La veu de l'espai" (La Voix des airs) de Magritte és un exemple d'aquest procés, on tres grans esferes que representen campanes pengen damunt d'un paisatge. Un altre paisatge surrealista d'aquest mateix any és Palais promontoire de Yves Tanguy, amb les seves formes fosques i líquides. Les formes líquides es van convertir en la marca comercial de Dalí, particularment en la seva La persistència de la memòria, que presenta la imatge dels rellotges que s'enfonsen com si es fonguessin.
Les característiques d'aquest estil —una combinació del representatiu, l'abstracte i el psicològic— van suposar l'alienació que molta gent va sentir en el període modernista, combinada amb el sentit d'aprofundir més en el psique, per ser "complet amb la pròpia individualitat".
Entre 1930 i 1933, el grup surrealista de París va publicar el periòdic Le Surréalisme au service de la révolution, successor de La Révolution surréaliste.
Des del 1936 fins al 1938 Wolfgang Paalen, Gordon Onslow Ford i Roberto Matta es van unir al grup. Paalen va aportar el Fumage i Onslow Ford el Coulage com a noves tècniques automàtiques pictòriques.
Molt després que les tensions personals, polítiques i professionals fragmentessin el grup surrealista, Magritte i Dalí van continuar definint un programa visual en les arts. Aquest programa va arribar més enllà de la pintura, per incloure-hi també la fotografia, com es pot veure a un autoretrat de Man Ray, l'ús del muntatge va influir en les caixes de collage de Robert Rauschenberg.
Durant la dècada de 1930 Peggy Guggenheim, una important col·leccionista d'art nord-americà, es va casar amb Max Ernst i va començar a promoure el treball d'altres surrealistes com Yves Tanguy i l'artista britànic John Tunnard.
El 1938 va tenir lloc a París l'Exposició Internacional del Surrealisme que va marcar l'apogeu d'aquest moviment abans de la guerra. Van participar entre d'altres, Marcel Duchamp, Jean Arp, Dalí, Max Ernst, Masson, Man Ray, Óscar Domínguez i Meret Oppenheim. L'exposició va oferir al públic sobretot una excel·lent mostra del que el surrealisme havia produït en la fabricació d'objectes.

## Decadència del surrealisme
Amb l'esclat de la Segona Guerra Mundial, els surrealistes es dispersen, alguns d'ells (Dalí, Breton, Ernst, Masson) abandonen París i es traslladen als Estats Units, on sembren el germen per als futurs moviments americans de postguerra (expressionisme abstracte i art pop). El treball primerenc de molts expressionistes abstractes revela un estret lligam entre els aspectes més superficials dels dos moviments, i l'aparició (en una data posterior) d'aspectes de l'humor dadaista en artistes com Robert Rauschenberg obereix fins i tot una llum més forta a la connexió. Fins a l'aparició de l'art pop, es pot veure que el surrealisme havia estat la única influència més important sobre el sobtat creixement de les arts americanes, i fins i tot en el pop, es pot trobar una mica de l'humor manifestat en el surrealisme, sovint convertit en una crítica cultural.
La Segona Guerra Mundial va eclipsar, durant un temps, gairebé tota la producció intel·lectual i artística. El 1939, Wolfgang Paalen va ser el primer en abandonar París cap al Nou Món com a exili. Després d'un llarg viatge pels boscos de la Colúmbia Britànica, es va establir a Mèxic i va fundar la seva influent revista d'art Dyn. El 1940 Yves Tanguy es va casar amb una pintora surrealista estatunidenca Kay Sage. El 1941, Breton va anar als Estats Units, on va cofundar la revista de curta durada VVV amb Max Ernst, Marcel Duchamp i l'artista estatunidenc David Hare. Tot i això, va ser el poeta nord-americà, Charles Henri Ford, i la seva revista View que va oferir a Breton un canal per promoure el surrealisme als Estats Units. El número especial de View sobre Duchamp va ser crucial per a la comprensió pública del surrealisme als Estats Units. Va subratllar les seves connexions amb els mètodes surrealistes, va oferir interpretacions de la seva obra per Breton, així com la visió de Breton que Duchamp representava el pont entre els moviments moderns primerencs, com el futurisme i el cubisme, cap al surrealisme. Wolfgang Paalen va abandonar el grup el 1942 a causa de les diferències polítiques i filosòfiques amb Breton.
Tot i que la guerra va resultar pertorbadora pel surrealisme, les obres van continuar. Molts artistes surrealistes van continuar explorant els seus vocabularis, inclòs Magritte. Molts membres del moviment surrealista van continuar mantenint correspondència i reunit-se. Si bé Dalí va ser expulsat del moviment per Breton, no va abandonar els seus temes a partir dels anys trenta, incloent-hi referències a la "persistència del temps" en un quadre posterior. El seu període clàssic no va representar un trencament tan fort amb el passat com podrien retratar algunes descripcions de la seva obra, i alguns, com André Thirion, van argumentar que hi havia obres seves després d'aquest període que van continuar tenint certa rellevància pel moviment.
Durant els anys quaranta la influència del surrealisme també es va sentir a Anglaterra, els Estats Units i els Països Baixos, on Gertrude Pape i el seu marit Theo van Baaren van ajudar a popularitzar-lo en la seva publicació De Schone Zakdoek. Mark Rothko es va interessar per les figures biomorfes, i a Anglaterra Henry Moore, Lucian Freud, Francis Bacon i Paul Nash van utilitzar o experimentar amb tècniques surrealistes.
Breton va continuar escrivint i exposant la importància d'alliberar la ment humana. El retorn de Breton a França després de la guerra, va iniciar una nova etapa de l'activitat surrealista a París i les seves crítiques sobre el racionalisme i el dualisme van trobar una nova audiència. Breton va insistir que el surrealisme era una revolta contínua contra la reducció de la humanitat a les relacions de mercat, als gestos religiosos i a les misèries i a evidenciar la importància d'alliberar la ment humana.

## Tècniques surrealistes
El surrealisme va prendre del dadaisme algunes tècniques de fotografia i cinematografia així com la fabricació d'objectes. Van estendre el principi del collage a l'acoblament d'objectes incongruents, com en els poemes visibles de Max Ernst, qui va inventar el frottage (dibuixos compostos pel frec de superfícies rugoses contra el paper o el llenç) i ho va aplicar en grans obres com Història Natural, pintada a París el 1926.
Van crear el cadàver exquisit, en el qual diversos artistes dibuixaven les diferents parts d'una figura o d'un text sense veure el que l'anterior havia fet passant-se el paper doblegat. Les criatures resultants van podrien haver servit d'inspiració per a Miró.
En el terreny literari, el surrealisme va suposar una gran revolució en el llenguatge i l'aportació de noves tècniques de composició. La literatura surrealista és una continuació del moviment dadaista que reflectia la protesta nihilista contra tots els aspectes del món occidental i emfatitzava el paper de l'inconscient en la capacitat creadora, però l'utilitzava d'una manera més ordenada i seria que en el dadaisme. Com no assumia cap tradició cultural, ni des del punt de vista temàtic ni formal, va prescindir de la mètrica i va adoptar el tipus d'expressió poètica denominat com versicle: un vers d'extensió indefinida sense rima que se sosté únicament per la cohesió interna del seu ritme. Igualment, com no assumia la temàtica consagrada, es va anar a buscar a les fonts de la repressió psicològica (somnis, sexualitat) i social, de manera que la lírica es va rehumanitzar després que els ismes intelectualitzats de les Avantguardes la deshumanitzaren, amb l'excepció de l'expressionisme. Per fer això, van utilitzar els recursos de la transcripció de somnis i l'escriptura automàtica, i van engendrar procediments metafòrics nous com la imatge visionària. El llenguatge es va renovar també des del punt de vista lèxic donant cabuda a camps semàntics nous i la retòrica es va enriquir amb nous procediments expressius.

## Surrealisme i Política
Com a moviment artístic, el surrealisme va estar molt relacionat amb la política del seu moment. Amb el lideratge de figures com André Breton, el surrealisme va néixer com a reacció de tots els horrors de la Primera Guerra Mundial i com a rebuig al racionalisme i les estructures socials que es creia que havien dut al conflicte bèl·lic. El surrealisme va ser sobretot influenciat per figures com Freud i la psicoanàlisi. El moviment volia explorar l’inconscient i la imaginació. Des del seu inici el surrealisme va acostar-se a la política, especialment amb branques més comunistes i marxistes a causa de les seves inspiracions revolucionàries. Alguns dels seus membres es van involucrar directament en el moviment, fet que va provocar conflictes de fins a quin punt el surrealisme s'havia de subordinar a moviments polítics organitzats. Aquesta relació amb la política va dividir els surrealistes en diversos moviments. Breton per exemple, preferia mantenir el focus en la transformació cultural i artística, mentre altres membres advocaven per una acció política més activa. Això va generar tensions amb el Partit Comunista, ja que aquest demanava lleialtat ideològica que sovint era incompatible amb l’esperit lliure i provocador del surrealisme. Tot i les  contradiccions, el surrealisme va tenir un gran impacte en la història de l’art i la cultura. Va revolucionar la literatura, el cinema i la pintura amb les seves propostes innovadores. També va desafiar el pensament establert, obrint camins cap a una nova comprensió de la realitat i del potencial de l’inconscient.

### La guerra Civil Espanyola
El surrealisme va mantenir una estreta connexió amb la Guerra Civil a Espanya (1936-1939), atès que nombrosos dels seus integrants es van inclinar en defensa de la República i en contra del feixisme. Figures com André Breton van condemnar l'opressió del franquisme, i el moviment, encarat cap a  ideologies d'esquerra, va interpretar la guerra com un conflicte entre llibertat i opressió. Artistes com Salvador Dalí expressen l'angoixa del conflicte en treballs com a Premonició de la Guerra Civil. Tot i això, el moviment va patir tensions internes: alguns integrants pensaven que l'art hauria de preservar la seva autonomia, mentre que altres defensaven que l'art actués com un instrument revolucionari.

## Artífexs del surrealisme
Els artífexs del surrealisme van ser:
- Joan Miró (1893-1983): màxim representant del surrealisme. En la seva obra representa el seu interès pel subconscient i així ho manifestava ell.
- Max Ernst (1891-1979): pioner en utilitzar la tècnica del “frotagge” que consisteix a fregar una mina de plom per sobre un paper amb totes les seves arrugues i irregularitats.
- Yves Tanguy (1900-1985): representava tots els somnis desvinculats a la realitat.
- René Magritte (1898-1976): surrealista amb tendència simbolista. Realitzava absurdes combinacions de paisatges, ambients, escultures, etc.
- Masson (1896-1987): analitzava l'estructura de l'objecte per realitzar una imatge abstracta intentant reconèixer allò més important.
- Marc Chagall (1887-1985): representava imatges extretes de la realitat, però amb un toc surrealista, és a dir, en un ambient somiador i irreal.
- Salvador Dalí (1904-1989): es caracteritzava per la provocació de les seves obres. Primerament el seu estil és dura i rabiosa amb formes allargades i d'expressió confusa. A la segona etapa, les seves obres són més barroques amb un sentit de la composició i l'espai més estructurats.

## El Surrealisme després de Breton
Als anys seixanta, els artistes i escriptors associats a la Internacional Situacionista estaven estretament relacionats amb el surrealisme. Mentre Guy Debord era crític amb el surrealisme i se'n distanciava, altres, com Asger Jorn, utilitzaven explícitament tècniques i mètodes surrealistes. El esdeveniments del maig de 1968 a França van incloure diverses idees surrealistes i, entre els eslògans que els estudiants pintaven en aerosol a les parets de la Sorbona s'hi trobaven alguns coneguts dels surrealistes. Joan Miró ho commemoraria en un quadre titulat Maig 1968. També hi havia grups que es van associar amb els dos corrents i van estar més lligats al surrealisme, com el grup surrealista revolucionari.
Durant els anys vuitanta, darrere del Teló d'acer, el surrealisme va entrar de nou en política amb un moviment d'oposició artística subterrània conegut com l'alternativa taronja. L'alternativa taronja va ser creada el 1981 per Waldemar Fydrych (àlies ‘Major’), graduat en història i història de l'art a la Universitat de Breslau. Van utilitzar la simbologia i la terminologia surrealistes en els seus esdeveniments a gran escala organitzats a les principals ciutats poloneses durant el règim de Jaruzelski, i van pintar grafittis surrealistes en llocs que cobrien eslògans contraris al règim. El mateix Major va ser l'autor d'un "Manifest del surrealisme socialista". En aquest manifest, va afirmar que el sistema socialista (comunista) havia esdevingut tan surrealista que es podia veure com una expressió de l'art en si mateix.
Conroy Maddox, un dels primers surrealistes britànics l'obra del qual en aquest gènere data del 1935, va romandre dins del moviment, i va organitzar una exposició d'obra surrealista actual el 1978 en resposta a un espectacle anterior que el va enfurismar perquè no representava adequadament el surrealisme. L'exposició de Maddox, titulada Surrealism Unlimited, es va celebrar a París i va cridar l'atenció internacional. Va celebrar la seva última exhibició d'un sol home el 2002, tres anys abans de morir.
L'art surrealista segueix sent popular entre els patrons del museu. El Museu Guggenheim de Nova York va celebrar una exposició, "Two Private Eyes", el 1999, i el 2001 el Tate Modern va celebrar una exposició d'art surrealista que va atraure més 170.000 visitants. El 2002 el Met de Nova York va celebrar un espectacle, Desire Unbound, i el Centre Georges Pompidou de París, un espectacle anomenat La Révolution surréaliste.
Grups i publicacions literàries surrealistes han continuat actius fins a l'actualitat, amb grups com el Grup Surrealista de Chicago, el Grup Surrealista Leeds i el Grup Surrealista d'Estocolm. Jan Švankmajer dels surrealistes txec-eslovacs continua fent pel·lícules i experimentant amb objectes.
El surrealisme també té representants en el món àrab, com ara Abdelkader El Yanabi i Achraf Baznani.

## Canvi humà i social
El moviment dadaista era anti-burgès, antinacionalista i provocador. Els surrealistes van continuar en aquesta línia subversiva.
| «                                          | (francès) Nous n'acceptons pas les lois de l'Économie ou de l'Échange, nous n'acceptons pas l'esclavage du Travail, et dans un domaine encore plus large nous nous déclarons en insurrection contre l'Histoire. | (català) No acceptem les lleis d'Economia ni d'intercanvi, no acceptem l'esclavitud del Treball, i en un camp encara més ampli ens declarem una insurrecció contra la Història. | » |
| — fullet La Révolution d'abord et toujours | | |   |

. Aquests principis condueixen a un compromís polític: alguns escriptors surrealistes s'incorporen temporalment al Partit Comunista Francès.
Cap partit, però, va respondre exactament a les aspiracions dels surrealistes, el que va ser font de tensions amb el Partit Comunista Francès. El 1930, però, Louis Aragon va sotmetre la seva activitat literària a la disciplina i el control del Partit Comunista. La guerra va fer que Tristan Tzara i Paul Éluard el seguissin.
Condemnen l'explotació de l'home per l'home, el militarisme, l'opressió colonial, els sacerdots per la seva tasca que consideren obscurantista i aviat, el nazisme; voluntat d'una revolució social i posteriorment una denúncia del totalitarisme de la Unió Soviètica, aquests són els temes d'una lluita que, des de la del Marroc a la Guerra d'Algèria, els surrealistes van dur a terme incansablement. Van intentar sintetitzar el materialisme històric i l'ocultisme, situant-se a la cruïlla de l'anarquisme, i el marxisme, fermament oposat a tots els feixismes i a les religions.